# 生闘学舎
生闘学舎（せいとうがくしゃ、通称：チャーリー）は東京都三宅島の三宅村阿古にある、木造組積造家屋3階建ての建築物。
屋根・壁・床・窓枠全て廃棄物となった定尺7尺長さ2.1ｍ、国鉄線路に使用されていた約6000から7000本もの枕木をブロックのように積み上げて作ったという。
住居として造られたが、組積みの木造三階建ては当時許可されていないため、基本的には違反建築となってはいる。
1980年（昭和55年）に日本建築学会賞を受賞している。